# Lucky loser
Nel tennis, il lucky loser («perdente fortunato» in lingua inglese) è un giocatore che, eliminato nelle qualificazioni, rientra nel tabellone principale di un torneo, solitamente per il ritiro di un atleta regolarmente qualificato. Il ritiro può essere dovuto a malattia, infortunio oppure squalifica.
Il lucky loser viene scelto tra i cinque migliori giocatori di una determinata classifica, per esempio WTA o ATP.